# Haikî, Turiisk
Haikî (în ucraineană Гайки) este localitatea de reședință a comunei Haikî din raionul Turiisk, regiunea Volînia, Ucraina.

## Demografie
Componența lingvistică a localității Haikî
     Ucraineană (99,05%)
     Alte limbi (0,94%)
Conform recensământului din 2001, majoritatea populației localității Haikî era vorbitoare de ucraineană (99,05%), existând în minoritate și vorbitori de alte limbi.